# На перевале (фильм)
«На перевале» (другое название: «Турксиб») — советский художественный фильм, снятый в 1986 году режиссёрами Сериком Жармухамедовым и Кадыром Джетписбаевым на киностудии «Казахфильм».
Премьера фильма состоялась 1 января 1988 года. Фильм посмотрели 400 тысяч зрителей.

## Сюжет
Главный инженер Джунгаров сталкивается с противостоянием местных националистов и бандитов при строительстве железной дороги в Турксибе в 1928 году. Он борется за уважение к священным местам, пытается сохранить мир среди населения и защищает проект от саботажа.

## В ролях
- Тунгышбай Жаманкулов — Джунгаров
- Асанали Ашимов — Сарыбура
- Евгений Жариков — Климов
- Анвар Боранбаев — Рыскулов
- Нуржуман Ихтымбаев — Ахан
- Байкенже Бельбаев — Рамазан
- Данагуль Темирсултанова — Айбиби
- Серик Конакбаев — Аян
- Олег Белов — Деев
- Геннадий Нилов — Пахомов
- Кененбай Кожабеков — Карасункар
- Мухтар Бахтыгереев — Карибжан
- Елена Драпеко — Валя
- Наталья Гвоздикова — Ксения
- Т. Примжанов — Омар
- Касым Жакибаев — Дукембай
- Игорь Добряков — Смит
- Анатолий Рудаков — Ефимцев

## Факты
- Фильм изначально задумывался как телевизионный, однако он был перенесён в разряд общеэкранных, а вместо него в план телевизионных был включён фильм «Дождливое лето в курортном городе»[2].